# Pflaumheim
Pflaumheim ist ein Gemeindeteil des Marktes Großostheim im unterfränkischen Landkreis Aschaffenburg in Bayern.

## Geographie
Das Pfarrdorf liegt auf 147 m ü. NHN an der Kreisstraße AB 3 zwischen Großostheim und Wenigumstadt im Bachgau. Durch Pflaumheim fließt der Pflaumbach.

### Nachbargemarkungen
Folgende Gemarkungen grenzen an das Ortsgebiet von Pflaumheim:
|              | Großostheim (mit Ringheim)                  | Großostheim |
| Mosbach      | Kompassrose, die auf Nachbargemeinden zeigt | Niedernberg |
| Wenigumstadt | Mömlingen                                   |             |

## Geschichte
Pflaumheim und der Pflaumgau wurden im Jahr 794 in der Überlieferung der Klöster Lorsch und Fulda erstmals genannt. Archäologische Quellen zeigen jedoch, dass die Gemarkung, wie auch die benachbarten Ortschaften, bereits sehr viel früher besiedelt war. Bei Ausgrabungen im Ort konnten mehrfach Gegenstände der materiellen Kultur aus der provinzialrömischen Epoche beziehungsweise der Merowingerzeit geborgen werden, auch Gebäudereste wurden entdeckt. Im Pflaumheimer Wald sind Grabhügel aus der Bronzezeit (Urnenfelderzeit und Hallstattzeit) dokumentiert, die 1897/98 illegal vom Kommerzienrat Lang aus Würzburg ausgegraben wurden. Er wurde daraufhin als erster (dokumentierte) Grabräuber Bayerns mit einem amtlichen Grabungsverbot belegt, was ihn jedoch nicht daran hinderte, weitere Grabungen durchzuführen.
Im Jahr 1862 wurde das Bezirksamt Obernburg gebildet, auf dessen Verwaltungsgebiet Pflaumheim lag. Wie überall im Deutschen Reich wurde 1939 die Bezeichnung Landkreis eingeführt. Pflaumheim war nun eine der 35 Gemeinden im Landkreis Obernburg am Main (Kfz-Kennzeichen OBB). Mit Auflösung des Landkreises Obernburg kam Pflaumheim 1972 in den neu gebildeten Landkreis Aschaffenburg (Kfz-Kennzeichen AB).
Am 1. Mai 1978 wurde die bis dahin selbstständige Gemeinde nach Großostheim eingemeindet. Im Jahre 1994 feierte man das 1200-jährige Bestehen Pflaumheims.

## Kirche
Kirchlich gehörte Pflaumheim als Filiale zur Pfarrei St. Peter und Paul in Großostheim. Erst 1923 wurde Pflaumheim, mit seiner Kirche St. Luzia, eigenständige Pfarrei.

## Infrastruktur
Im Ortseingang Pflaumheim, auf dem Grund der ehemaligen Sandgrube entstand zwischen 1988 und 1990 das neue Feuerwehrhaus, welches als gemeinsamer Standort der Feuerwehren aus Großostheim, Ringheim und Pflaumheim dient. Im November 2017 wurde der Grundstein zu einem Erweiterungsbau getätigt, mit dem soll das Feuerwehrhaus zu einem Zentrum des überörtlichen Brandschutzes und des Katastrophenschutzes im Landkreis Aschaffenburg ausgebaut werden soll.

## Sagen

### Die Hesselburg
Wer an der Südseite der Pflaumheimer Gemarkung dahinschreitet, kommt zu den so genannten „Schlossäckern“. Dort erhob sich vor langen Jahren die stattliche Hesselburg, in welcher die Grafen von Berbach hausten. Diese hatten die Verwaltung des Bachgaues inne und sollten Sorge tragen, dass die Dörfer des Gaues nicht Not litten. Einmal nun waren die Bewohner einiger Ortschaften durch Misswachs und Krankheit in große Armut gekommen, so dass viele Leute hungern mussten. Die Grafen von Berbach aber schwelgten im Reichtum, und aus dem geräumigen Backofen des Schlosses kam täglich mengenweise das frische, duftende Brot. Hätte man doch davon an die hungernden Menschen der Umgebung verteilt! Allein die Grafen dachten nicht daran und wiesen die Bittsteller verächtlich ab.
Wo sind nun heute Grafen und Schloss? Das Geschlecht der einstigen gräflichen Herren ist ausgestorben, und ihr festes Schloss ist vom Erdboden verschwunden. Der Pflug des Bauern geht über die Stelle und stößt ab und zu noch an einen Quader der Grundmauern. Einmal schritt ein Bauersmann um die Mitternachtsstunde über die Schlossäcker. Da gewahrte er zwischen den Saatfeldern einen Lichtschein und ging darauf zu. Vor seinen Augen öffnete sich ein uraltes Kellergewölbe, und er sah in der Tiefe einen riesigen Backofen, aus dem mehrere Männer einen Laib Brot nach dem anderen nahmen. Der Duft des frischgebackenen Brotes stieg dem Bauern in die Nase; aber er hatte keinen Gefallen daran, sondern erschrak so sehr, dass er in höchster Eile ins Dorf lief. Am nächsten Morgen ging er noch einmal auf den Acker hinaus und an denselben Platz. Allein er fand keinen Eingang ins Erdinnere mehr und erblickte bloß noch die grüne Roggensaat.

### Die Schlange
Einmal pirscht ein Jäger in einem Pflaumheimer Waldrevier, dem so genannten „Farngrund“. Da bemerkt er an einer Eiche etwas Sonderbares: Von weitem sieht es aus, als habe sich eine schillernde Schlingpflanze um den Stamm gewunden. Der Forstmann tritt neugierig näher, fährt aber dann entsetzt zurück; denn er erkennt jetzt, dass es eine riesige Schlange ist, die sich um den Baum geringelt hat, und er bemerkt auch, dass die gewaltige Schlange eine glänzende Federkrone auf dem Haupte trägt.
Der Jäger eilt voll Furcht ins Dorf und meldet, was er gesehen hat. Im Ort kann sich aber niemand daran erinnern, jemals von einer so seltsamen Schlange gehört zu haben. Da blättern und suchen die Pflaumheimer droben im Rathause in alten Schriften, ob darin vielleicht etwas über die wundersame Erscheinung aufgezeichnet sei. Und sie finden wirklich eine Schrift, worin verzeichnet ist, dass vor hundert Jahren an derselben Stelle die gleiche unheimliche Schlange beobachtet worden war.
Alt und jung strömte nun hinaus in den Farngrund, um diese Schlange mit der glitzernden Federkrone zu sehen; allein das seltsame Tier war schon verschwunden und wurde auch nicht mehr gesehen. – Quelle: Spessart-Sagen, Valentin Pfeifer, Aschaffenburg 1948, Seite 99 f.

### Der Schneider im Wartturm
In Pflaumheim war ein Schneider, der ging nicht nur mit Schere und Nadel um, sondern auch mit dem Stutzen und huschte gar manches Mal in den Wald, ein Reh zu wildern oder einen Hasen, dem er eins auf den Balg brannte, und sich hernach am schmackhaften Braten gütlich tat. Einmal trieb er sich wieder mit dem Schießeisen im Pflaumheimer Wald einher, hatte auch einen feisten Rehbock erlegt und wollte ihn nun in den Busch schleppen. Da rief eine Stimme plötzlich „Halt, Bursche!“, und wie sich der Schneider erschrocken umwandte, stand er dem Ritter von der Hesselburg gegenüber. Der Ritter ließ den Wildschütz ergreifen und in den Wartturm sperren; zur Strafe sollte der Schneider solange darin bleiben, bis er das gefrevelte Wild mit Haut und Haaren verzehrt hätte. Doch das Schneiderlein fand ein Mittel zu seiner Rettung. Es hatte glücklicherweise die Schere einstecken und zerschnitt damit das Rehbocksfell in lauter schmale Streifen. Die band es alsdann zu einem Seil zusammen, das von der Turmstube bis zur Erde reichte. Der Schneider ließ sich an dem Seil hinunter, gelangte ohne Schaden auf den Boden, entfloh und brachte sich jenseits des Rheines in Sicherheit.
Er konnte erst nach einer Reihe von Jahren wieder heimkehren, nachdem der Ritter von der Hesselburg gestorben war.
Zum Andenken an die damalige Rettung, die mit Hilfe einer Schere gelang, veranlasste der Schneider, dass nächst dem Dorfe ein Bildstock errichtet wurde mit einer Schere daran. Eine Schere befindet sich im Ortswappen. Und der Bildstock steht heute noch an der Wegscheide nach Wenigumstadt. – Quelle: Spessart-Sagen, Valentin Pfeifer, Aschaffenburg 1948, Seite 100 f.

### Die Pest in Pflaumheim und Wenigumstadt
In den Spessart-Sagen von Valentin Pfeifer ist im Anhang (Seite 226) zur Pest in Pflaumheim und Wenigumstadt folgendes zu finden:
Als in Wenigumstadt die Pest herrschte, erblickten Pflaumheimer Bauern, die auf dem Felde gegen Wenigumstadt arbeiteten, ein „blaues“ Wölkchen von dort heranfliegen. Es senkte sich vor Pflaumheim nieder, geriet wider die Dorfmauer und fiel vor derselben zu Boden. Da riefen die Leute: „Die Pest, die Pest!“ und eilten hin und bedeckten das Wölkchen mit Erde. So blieb Pflaumheim von der Seuche verschont. Als aber später ein Neugieriger die Stelle aufhackte, wo das Wölkchen verdeckt lag, flog die Pest heraus und über die Mauer ins Dorf hinein. Nun wütete die furchtbare Krankheit auch hier. (Spessartkalender 1923, Seite 59)